# Кю (ступінь)

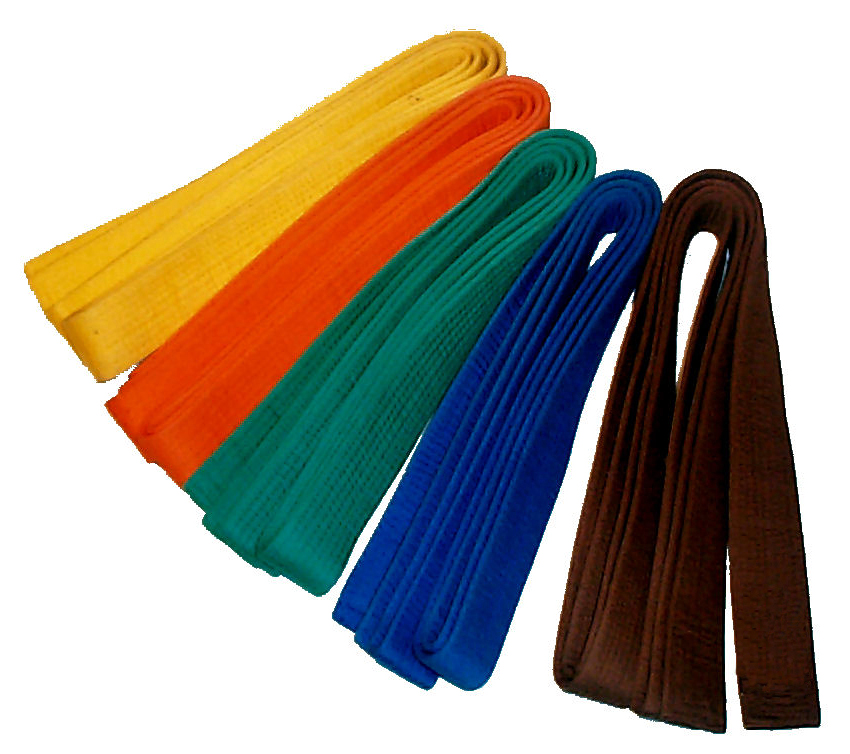
Пояси, що відповідають певним кю

Кю (яп. 級) — учнівський ступінь у деяких видах спорту, передує дану.
У го найвищем ступенем є перший кю. Найнижчим ступенем вваєжається 30-й кю, що відповідає рівню початківця, який твердо засвоїв основні правила гри. Різниця в один кю відповідає одному каменю фори. Так, при грі між 5-м кю і 10-м кю на п'яти каменях фори, ймовірність виграшу вважається однаковою.

## Інтернет-ресурси
- Martial arts, каталог посилань Open Directory Project

| Прапор Японії | Це незавершена стаття про Японію. Ви можете допомогти проєкту, виправивши або дописавши її. |